# Hans Jörg Steiner
Hans Jörg Steiner (* 7. April 1937 in Eisenerz) ist ein österreichischer Montanwissenschaftler und emeritierter Hochschullehrer.
Von 1968 bis zu seiner Pensionierung 2005 leitete er das Institut für Aufbereitung und Veredlung an der Montanuniversität Leoben.

## Leben und Wirken
Hans Jörg Steiner wurde am 7. April 1937 als Sohn eines Obersteigers in eine dem Bergbau seit mehreren Generationen verbundene Familie in Eisenerz geboren, wo er auch die Grundschule und danach in Graz und Leoben das Gymnasium besuchte. Im Jahre 1955 inskribierte er an der Montanistischen Hochschule Leoben die Studienrichtung Bergwesen und wurde unter Ernst Bierbrauer, dem damaligen Inhaber der Lehrkanzel für Aufbereitung und Veredlung, bereits früh in den Institutsverband aufgenommen. Anfangs als Studienassistent und nach seiner Graduierung zum Dipl.-Ing. 1960 ab 1961 als Hochschulassistent war er innerhalb des Verbands in verschiedenen Positionen tätig. Mit einer Dissertation, die als Schwerpunkt die Erforschung der Trennung Magnesit – Dolomit durch selektive Flotation zum Inhalt hatte, promovierte Steiner im Jahre 1962 zum Dr. mont. Drei Jahre später habilitierte Steiner 1965 auf dem Fachgebiet Aufbereitung, wo sein damaliger Doktorvater ihm riet, sich in der Praxis Zusatzwissen anzueignen. Daraufhin begann Steiner seine berufliche Laufbahn bei Lurgi in Frankfurt am Main und war danach bei der Preussag und beim Erzbergwerk Rammelsberg in der Nähe von Goslar tätig. In weiterer Folge zog er nach Schweden und war dort in Malmberget als Aufbereitungsingenieur im Erzbergbau tätig. In dieser Zeit erhielt er von der Königlichen Technischen Hochschule in Stockholm die Möglichkeit als Gastforscher zu arbeiten, wobei er sich einen ausgezeichneten Ruf erwarb.
Nach der Emeritierung Bierbrauers, der das Amt seit 1930 innehatte und damit der erste Lehrstuhlinhaber des 1929 gegründeten Instituts war, bewarb sich Steiner für das vakant gewordene Ordinariat für Aufbereitung und Veredlung an der Montanistischen Hochschule Leoben. Als jüngster Ordinarius wurde der damals 31-jährige schließlich 1968 nach Leoben berufen. Ein Jahr später wurde er Mitglied des wissenschaftlichen Komitees des International Mineral Processing Congress (IMPC). Während seiner Zeit an der Montanistischen Hochschule bzw. der nachfolgenden Montanuniversität Leoben war Steiner oftmals Vorsitzender von Berufungskommissionen und trat in zahlreichen anderen wichtigen Funktionen in Erscheinung. Zu den fachlichen Schwerpunkten am Institut für Aufbereitung und Veredlung zählten die Kinetik der Aufbereitungsvorgänge mit der Blickrichtung auf Verfahrensplanung und Apparateauslegung, die Weiterentwicklung der Kleinversuchstechnik im Aufbereitungslabor, die Erfassung aufbereitungsrelevanter Kenngrößen in dimensionslosen Ähnlichkeitszahlen, die Gesetzmäßigkeiten des Zerkleinerungsvorganges in Bezug auf die Entwicklung der Korngrößenverteilung und des Aufschlusszustandes sowie des Energieaufwandes. Darüber hinaus wurden in Verbindung mit der Industrie zahlreiche konkrete Aufbereitungsprobleme bearbeitet.
Ein wichtiges Anliegen Steiners waren auch die mikroskopischen Detailuntersuchungen von Rohstoffen, die mit Hilfe von Aufbereitungsverfahren einer verbesserten industriellen Nutzung und einer Aufwertung zugeführt werden konnten. Dank seiner umfangreichen Kenntnisse konnte er mit Hilfe dieser Untersuchungsmethode aufbereitetes Material nach Ermittlung von Mineralbestand, Verwachsungsgrad, Brech- und Mahlverhalten etc. detailliert beurteilen und Voraussagen für einen optimalen und finanziell tragbaren Veredlungsablauf treffen. Zeitlebens veröffentlichte er hunderte Publikationen, bei denen er zumeist als Alleinautor in Erscheinung trat und behandelte dabei größtenteils um praxisrelevante oder wissenschaftlich erstmals aufgegriffene Themen. Oftmals verfasste er seit den 1960er Jahren auch Beiträge in den Berg- und Hüttenmännischen Monatshefte (BHM). Steiner ist zudem seit der Gründung des Fachausschusses für Aufbereitung des Bergmännischen Verband Österreich (BVÖ) im Herbst 1964 Mitglied in diesem Arbeitskreis und war zudem von 1969 bis 1983 Leiter dieses Fachausschusses.
Nachdem er 37 Jahre lang das Institut für Aufbereitung und Veredlung an der Montanistischen Hochschule und der späteren Montanuniversität Leoben geleitet hatte, erfolgte im Jahr 2005 Steiners Emeritierung. Sein Nachfolger und der erst dritte Institutsleiter in der seit 1929 bestehenden Geschichte des Instituts wurde der 30 Jahre jüngere Helmut Flachberger.
Am 25. Juni 2008 wurde Steiner im Weißen Saal der Grazer Burg für seine umfangreiche wissenschaftliche Tätigkeit das Goldene Ehrenzeichen des Landes Steiermark verliehen.
Anlässlich der akademischen Feier am 30. März 2012 wurde ihm vom damaligen Rektor Wilfried Eichlseder das Goldene Doktordiplom der Montanuniversität Leoben überreicht. In diesem Jahr wurde zu seinen Ehren auch die im Eigenverlag des Lehrstuhls für Aufbereitung und Veredlung herausgegebene Festschrift Aufbereitung in Österreich II – 75 Jahre Prof. Hans Jörg Steiner veröffentlicht.

## Ehrungen
- 2008: Goldenes Ehrenzeichen des Landes Steiermark
- 2012: Goldenes Doktordiplom der Montanuniversität Leoben